# Adrian Bosshard
Adrian „Adi“ Bosshard (* 19. März 1962 in Zürich) ist ein Schweizer Motorradrennfahrer und Unternehmer.

## Leben
Adrian Bosshard wuchs in Nidau und Port bei Biel auf. Er fuhr ab seinem 16. Lebensjahr Motocross, schloss nach vier Jahren eine Lehre als Automechaniker ab und studierte am Institut für Kaderbildung in Bern Marketing und Betriebswirtschaft.

### Sportliche Karriere
1980 startete Bosshard nach einer Lizenzausscheidung 1979 in der Junior-500-cm³-Klasse im Motocross und stieg in den nächsten Jahren bis in die höchste Schweizer Motocross-Kategorie Inter 500 auf. Anschliessend wurde er drei Mal Schweizer Vizemeister. 1988 und 1989 wurde er Schweizer Motocross-Meister. Anschliessend wechselte er, initiiert von seinem Freund und damaligen grössten Honda-Händler der Schweiz Hans Mühlebach, auf die Strasse und wurde 1990 als Wild-Card-Inhaber auf einer Honda RC30 Schweizer Strassenmeister. Von 1992 bis 1994 (1994 gemeinsam mit Ralf Waldmann) bestritt er bei Honda mit einer Werksmaschine, welche Hans Mühlebach beisteuerte, Weltmeisterschaftsrennen in der 250-cm³-Klasse mit dem besten Ergebnis eines 10. Ranges beim Grand Prix von Europa in Barcelona 1994. Für zwei Jahre wechselte er in die 500-cm³-Klasse der Weltmeisterschaft und konnte ebenfalls einen 10. Rang als bestes Ergebnis 1995 beim Grand Prix von Großbritannien in Donington Park erreichen.
Damit gilt er als erster Fahrer der Motorsportgeschichte, der sowohl im Motocross als auch im Motorrad-Strassenrennen WM-Punkte gewann.
Adrian Bosshard hatte schon während seiner Rennsportkarriere Kontakt zu Uhrenfirmen und lernte auf dem Automotodrom Brno in Brünn Marc Hayek kennen, mit dem er auch trainierte. Er wurde 1994 durch Longines unterstützt und 1995/1996 in der 500-cm³-Klasse im Rahmen des Elf-500-Teams durch Certina gesponsert. Er war damit der letzte Schweizer Stammfahrer in dieser Klasse, bis 2018 nach 22 Jahren zum Saisonauftakt in Katar der Schweizer Tom Lüthi, dessen erster Sponsor Bosshard von 2001 bis 2008 war, am Start stand.

### Wirtschaftliche Karriere
1996 beendete er seine Rennsportkarriere und arbeitete als Verkäufer/Aussendienstmitarbeiter bei Certina, dessen Präsident er 2003 wurde.
Zusätzlich übernahm er Ende 2006 die Leitung des damaligen Projektes Union Glashütte mit dem Auftrag des Aufbaus der Marke und wurde zwei Jahre später Präsident der Marke Union Glashütte SA. Damit ist er gleichzeitig Präsident von zwei namhaften Uhrenherstellern. Er koordiniert auch die Geschäfte der Swatch Group in Osteuropa (sowie in Usbekistan, Kasachstan und der Mongolei).

### Sportliches Engagement
Als CEO und Managing Director von Certina war er von 2005 für 10 Jahre hauptverantwortlich für die Unterstützung des Formel-1-BMW-Sauber-Teams.
Als Präsident und Geschäftsführer von Union Glashütte forcierte er ab 2014 die Zusammenarbeit mit dem Reiter-Engineering-Team und dem entwickelten SaReNi Camaro GT3 im ADAC GT Masters. Ebenso war Union Glashütte Partner bei der Sachsen Classic.
Zusätzlich fördert er den Motocross-Nachwuchs.

### Privat
Adrian Bosshard ist verheiratet, hat drei Kinder und lebt in Biel.

## Statistik

### In der Schweizer Motocrossmeisterschaft
| Saison | Klasse  | Ergebnis |
| ------ | ------- | -------- |
| 1988   | 500 cm³ | 1.       |
| 1989   | 500 cm³ | 1.       |

### In der Schweizer Strassenmeisterschaft
| Saison | Klasse  | Ergebnis |
| ------ | ------- | -------- |
| 1990   | 250 cm³ | 1.       |

### In der Motorrad-Europameisterschaft
| Saison | Klasse  | Ergebnis |
| ------ | ------- | -------- |
| 1991   | 250 cm³ | 5.       |

### In der Motorrad-Weltmeisterschaft
| Saison | Klasse  | Motorrad   | Rennen | Siege | Podien | Poles | Punkte | Ergebnis |
| ------ | ------- | ---------- | ------ | ----- | ------ | ----- | ------ | -------- |
| 1992   | 250 cm³ | Honda      | 13     | –     | –      | –     | 0      | –        |
| 1993   | 250 cm³ | Honda      | 14     | –     | –      | –     | 21     | 20.      |
| 1994   | 250 cm³ | Honda      | 12     | –     | –      | –     | 34     | 14.      |
| 1995   | 500 cm³ | ROC-Yamaha | 13     | –     | –      | –     | 21     | 17.      |
| 1996   | 500 cm³ | ROC-Yamaha | 10     | –     | –      | –     | 0      | –        |
| Gesamt | Gesamt  | Gesamt     | 62     | 0     | 0      | 0     | 76     |          |

### In der Superbike-Weltmeisterschaft
| Saison | Team     | Motorrad        | Rennen | Siege | Podien | Poles | Punkte | Ergebnis |
| ------ | -------- | --------------- | ------ | ----- | ------ | ----- | ------ | -------- |
| 1990   | Bosshard | Honda VFR 750 R | 2      | –     | –      | –     | 5      | 59.      |
| Gesamt | Gesamt   | Gesamt          | 2      | 0     | 0      | 0     | 5      |          |